# Martín Enríquez de Lacarra
Martín Enríquez de Lacarra (Mongelos, ca. 1315 - Reino de Navarra, 1379) fue un noble navarro que sirvió bajo las órdenes de Carlos II de Navarra en sus campañas en el Reino de Francia durante la guerra de los Cien Años y en el Reino de Castilla durante su primera guerra civil, apoyando al soberano legítimo Pedro I el cruel. Era el I señor de Ablitas, de Mongelos y de Fontellas, y el II señor de Lacarra de su linaje.

## Biografía

### Origen familiar y primeros años
Martín Enríquez de Lacarra nació hacia 1315 en la villa de Mongelos del Reino de Navarra, siendo hijo de Juan Enríquez de Lacarra (n. c. 1269 - Beotibar, 1323), I señor consorte de Lacarra de su linaje que participó por última vez en la batalla de Beotíbar contra los guipuzcoanos en 1323, y de su esposa y pariente lejana quien fuera una infanzona apellidada «De Lacarra» pero de nombre aún no documentado (n. ca. 1295 - f. ca. 1348) —una hija de Sancho de Lacarra (n. ca. 1268 - f. después de 1318), último señor de Lacarra y de Iturriti, de su linaje— y que recibió la heredad del castillo y villa de Lacarra por extinción de la línea masculina de la Casa homónima. Eran familiares de Ramón Arnaldo de Lacarra, capellán de San Juan de Pie de Puerto, a quien en 1335 le fuera arrendado el molino de la villa.
Martín tenía una hermana llamada Juana Enríquez de Lacarra (n. ca. 1320), y ambos en el año 1328 cobraron a través de sus tutores por ser menores de edad, un donativo real que había sido concedido el año anterior en la merindad de las Montañas. También tenía un hermano mayor llamado Juan II Enríquez de Lacarra (n. ca. 1311 - f. 1337) que aparece como mesnadero del reino navarro en 1336 y por causas desconocidas fallecería joven al año siguiente.
Además era nieto del rey Enrique I de Navarra, fallecido con unos treinta años de edad por problemas de obesidad el 22 de julio de 1274, y una noble dama más conocida por su linaje y su apodo derivado de su gentilicio en euskera: Garaztar de Lacarra (n. San Juan Pie de Puerto, ca. 1250) con quien se había amancebado antes de casarse en febrero de 1269 con Blanca de Artois.
Martín Enríquez era descendiente materno de Arnaldo de Lacarra o Arnaud de La Carre (n. ca. 1165), III señor de Lacarra, quien combatiera el 16 de julio de 1212 en la batalla de Las Navas de Tolosa —en las inmediaciones de la actual localidad de Santa Elena— acompañando al rey Sancho VII de Navarra "el Fuerte", entre otros caballeros, contra el califa Muhammad an-Nasir del Imperio almohade. Su hermano primogénito era Bernart, Bernard o Bernardo de Lacarra (1155-1204), canónigo de la catedral de Bayona hacia 1174, abad de Sordes desde 1176 y obispo de Bayona desde 1186, y el menor de los hermanos era Pièrre o Pedro de Lacarra (n. ca. 1167).
Estos tres hermanos citados eran hijos de Amanieu o Amaneo de Lacarra (n. ca. 1119), II señor de Lacarra, además de nietos de la que está documentada como Dama de Lacarra que había donado a la abadía de Sordes una capilla dedicada a san Saturnino, hacia 1119, y en una carta de la misma de su cartulario expresaba que, entre los años 1119 y 1138, su hijo mayor Amaneo tenía dos hermanos menores: Géraud o Gerardo de Lacarra (n. ca. 1127) y Arnaud o Arnaldo de Lacarra (n. ca. 1136 - f. 1189) quien se enlazó con Sancia de Çaro o  Sancha de Zaro para concebir a Centullo, Centule o Centulo de Lacarra (fl., 1189), Raymond-Arnaud o  Raimundo Arnaldo de Lacarra (fl., 1189) y Bernardo II de Lacarra (fl., 1189).

### Merino mayor de Sangüesa y señor de Mongelos, Fontellas y Ablitas

Reinos de Francia y de Navarra en 1350, y la ubicación del castillo normando de Cherburgo.
Posesiones de Carlos de Navarra.
Posesiones bajo influencia económica inglesa
Estados Pontificios
Territorios controlados por Eduardo III
Zona de influencia económica inglesa
Zona de influencia cultural francesa

En el año 1334, con unos diecinueve años de edad, Martín Enríquez aparece documentado como mesnadero real. Entre 1339 y 1342 fue el merino mayor de Sangüesa que incluía los Ultrapuertos pero desde enero de este último año compartiría por unos meses el puesto con Rodrigo de San Pol quien quedaría en forma definitiva.
Desde julio del mismo (hasta el año 1355), fue nombrado alcaide del castillo de San Juan de Pie de Puerto, y desde 1345, de los confiscados castillos de Agramont y de Luxa.
Martín Enríquez se convirtió en 1349 en el II señor de Lacarra, por confirmación real, y en alférez del reino navarro. En este último año citado recibió la tenencia de la villa de Mongelos y como señorío en octubre de 1355, y el 10 de junio de 1361 las tenencias de las villas de Fontellas y de Ablitas.

### Mariscal navarro y capitán de Cherburgo
La villa normanda de Cherburgo había sido vendida por el rey Juan II de Francia en 1354 al soberano Carlos II de Navarra, y de esta forma Enríquez de Lacarra participó activamente en las campañas de dicho rey navarro en Francia.
Hacia 1356 había sido capitán de la Ribera y poco después sería nombrado alférez del reino y como tal, en el año 1357, marchó por mar a Normandía con 1.354 hombres de infantería, más cuatrocientos que reclutó al año siguiente, siendo en ese entonces Juan Ruiz de Aibar alcaide navarro de Cherburgo, por lo cual se logró firmar la paz con Francia en 1359.
En el año 1364, sería asignado como mariscal de Navarra —mayor grado militar en aquel entonces— y capitán de Cherburgo. También participó en expediciones militares y diplomáticas a Castilla y Aragón.
El 16 de mayo de 1364 actuó en la batalla de Cocherel que formaba parte de la guerra de los Cien Años, y el 3 de abril de 1367 combatió en la batalla de Nájera, a favor del rey Pedro I de Castilla el Cruel, en el contexto de la primera guerra civil castellana, en donde se involucrara la Corona navarra, entre otras naciones.

### Pérdida de algunos señoríos y fallecimiento
El rey Carlos II el Malo donó como tenencia los señoríos de Ablitas y Fontellas de la Casa de Lacarra, el 3 de mayo de 1368, a su chambelán mosén Rodrigo de Úriz, conservando Enríquez de Lacarra el señorío de Mongelos, en el cual en 1370 se le donó su censo y recibió del rey la justicia alta y baja del mismo.
En febrero de 1378, Navarra arrendaría el castillo de Cherburgo durante tres años al rey Ricardo II de Inglaterra para salvarlo de las tropas francesas.
El fallecimiento del mariscal Martín Enríquez de Lacarra aconteció en el año 1379.

## Matrimonio y descendencia
El entonces alférez real Martín Enríquez de Lacarra se había unido en matrimonio en el año 1362 con Juana de Lizasoáin (n. ca. 1342 - f. después 1393), la hermana de García López de Lizasoáin (Navarra, ca. 1338 - f. después de 1406) quien fuera recibidor de rentas de la merindad de las Montañas desde 1368, procurador real desde enero de 1386, tesorero del reino desde junio de 1387, además de ser simultáneamente alcaide del castillo de Garaño y tutor de Lancelot de Navarra, y tiempo después, fue consejero de Carlos III el Noble —al igual que lo sería su hijo Juan García de Lizasoáin (n. ca. 1383) del príncipe Carlos de Viana quien le donara en 1449 el despoblado de Osabain— y también fue oidor de comptos —su hijo Juan lo sería desde enero de 1439, además de alcalde de la Corte navarra en 1440— siendo los dos cargos ostentados por García de Lizasoáin desde la primera semana de octubre de 1393 hasta por lo menos el mes de octubre de 1401, y por último volvería a ejercer el cargo de tesorero de Navarra hasta finales de diciembre de 1406. Ambos eran hijos de Lope García de Lizasoáin (n. ca. 1310), que fuera acusado en 1340 por tener tres hijos fuera del matrimonio, y sobrinos de Pedro García de Lizasoáin (n. ca. 1315) que actuó en Pamplona en el año 1360 como juez, entre otros, de los pleitos de la familia Gazolaz.
Martín Enríquez y Juana de Lizasoáin tuvieron, por lo menos, cuatro hijos:
- Juana Enríquez de Lacarra[49][50][51] (n. ca. 1363), II señora de Mongelos y III de Lacarra.[52] Se casó hacia 1389 con García Ramírez de Asiáin[51] (n. ca. 1360), caballero desde 1378,[53] señor de Asiáin[51] desde 1379 a 1380[49] y I señor consorte de Lacarra de su linaje, cuyos hermanos: Juan Ramírez de Asiáin "el de Moncayo",[51] Aldonza de Moncayo casada con Pedro López de Gurrea,[51] Inés de Moncayo[51] —casada con su concuñado mosén Martín— y Juana que estaba enlazada con Berenguer de Ariño,[51] mudaron el apellido toponímico de Asiáin al de Moncayo ya que su padre, el ricohombre Ramiro Sánchez de Asiáin[50][51][54] (Navarra, ca. 1338 - Tafalla, 20 de enero de 1380),[55] quien fuera merino mayor de Pamplona[50] y señor de Asiáin[49][50][54] y de Urroz[51] —enlazado con Aldonza de Gurrea,[51][54] señora de Los Fayos,[51][54] e hijo de Sancho Fernández de Asiáin[54] (n. ca. 1310) y nieto de Fernando Gil de Asiáin[54] (n. ca. 1283)— desafió a mosén Fillot de Agramont[54][56] cuando Sancho regresara el 24 de agosto[49] de 1379[54] como embajador a Castilla,[54] por lo cual fue detenido, y por reberlarse ante el rey el 5 de septiembre[49] del mismo año, le fueron confiscados al año siguiente todos sus bienes navarros[51][54] —que fueron trasferidos al alférez real Carlos de Beaumont, I señor de Asiáin de su linaje desde el 30 de diciembre de 1381,[57] ya que era sobrino del monarca Carlos el Malo y nieto del rey Felipe de Évreux— y fue decapitado en el castillo de Tafalla.[49][51][54]  Eran parientes del obispo de Pamplona desde 1356,[58] Miguel Sánchez de Asiáin[59] (Asiáin, ca. 1290 - Pamplona, 29 de enero de 1364),[60] y de su hermano, el ricohombre Fernando Sánchez de Asiáin[61] (n. ca. 1285). Fruto del matrimonio entre Juana Enríquez de Lacarra y García Ramírez de Asiáin nacieron, por lo menos, dos hijos:

- Mosén Juan de Asiáin y Lacarra (n. ca. 1392), II señor de Lacarra de su linaje, quien fuera un ricohombre que asistiría a la coronación de los reyes Blanca I de Navarra y su consorte Juan II de Aragón, en la Catedral de Pamplona el 15 de mayo de 1429, cuatro años después de su ascenso al trono, transformándose en su chambelán, y con su esposa Blanca de Villaespesa, una de los cinco hijos de Francés de Villaespesa (Teruel, ca. 1370 - Olite, 21 de enero de 1421), canciller mayor de Navarra desde el 20 de marzo de 1397, y de su esposa desde 1396, Isabel de Ursúa o bien Isabel de Ujué (n. Tudela, ca. 1376), ambos enterrados en un magnífico sepulcro —obra del escultor hispano-flamenco Janin Lomme de Tournai— en la capilla de Nuestra Señora de la Esperanza de la catedral de Santa María de Tudela. Juan de Asiáin y Blanca de Villaespesa tendrían solo una hija llamada Graciosa de Lacarra y Asiáin de Villaespesa que se casaría con Pierre de Sault, barón de Sault, además de señor de Irumberry y de Salaverri.
- Carlos de Asiáin y Lacarra (n. ca. 1394) que asistió el día 1.º de mayo de 1453 con su hermano Juan, entre otros señores, a las capitulaciones entre el rey Juan II y su hijo, el príncipe Carlos de Viana, quien había caído preso con su capitán Luis de Beaumont y Curton, I conde de Lerín, desde el pasado 23 de octubre de 1451 en la batalla de Aibar, pero al no haber acuerdo el príncipe permanecería como rehén de su padre hasta 1460.

- Mosén Martín Enríquez de Lacarra[12][68][69] (n. ca. 1364 - f. 9 de julio de 1410), I señor de Vierlas[11][70] y de Sartaguda[71] y II señor de Ablitas[72] al que añadió como patrimonio familiar los señoríos de Almázara y Bonamaison. En 1389 había sido nombrado por el rey Carlos III de Navarra como mariscal real, al igual que su padre.[12]  Fue asignado hacia 1394 como merino de la Ribera,[73] y en el mismo año, al tomar posesión de la plaza normanda cedida por Inglaterra, se convirtió en capitán de Cherburgo hasta 1404,[74] año que la restituyó a Francia.[75] Se unió en matrimonio en 1392[12] con Inés de Moncayo[36][68] (n. ca. 1372) y fruto de ese matrimonio tuvo, por lo menos, cinco hijos: el primogénito Martin III Enríquez de Lacarra (n. ca. 1393), III señor de Ablitas y II de Vierlas[12][69] y de Sartaguda,[76] el segundogénito Mosén Beltrán Enríquez de Lacarra "el Joven"[76][77] (n. ca. 1396), IV señor de Ablitas y III señor de Vierlas, por suceder a su hermano que no tuvo hijos legítimos,[78] el tercero, Sancho Enríquez de Lacarra, III señor de Sartaguda,[76] luego le seguía Leonor Enríquez de Lacarra[79] que se casó con Pedro Álvarez de Aibar[79] pero que dicho enlace no dejaría descendencia,[79] y la menor, María Enríquez de Lacarra y Moncayo[80][81] que se unió en matrimonio con el viudo Pedro López de Ayala,[80][81] señor de Salvatierra, Ayala y Salinillas, aunque de este enlace tampoco dejarían hijos sucesores.[81]

- Beltrán Enríquez de Lacarra[82] (n. ca. 1366 - f. 1423) a quien el rey Carlos III le donara en 1387 como tenencia por una vida la villa y castillo de Murillo el Fruto,[83] las pechas de Santacara y Pitillas,[11][84] y el caserío de Ipasate para heredarla a sus descendientes legítimos[11] pero al carecer de ellos pasaría a la Corona, como así sucedió.[82] Fue en sus últimos tiempos mariscal de Navarra.[84]

- María Enríquez de Lacarra y Lizasoáin[85] (n. ca. 1379) que se unió en matrimonio hacia 1400 con el caballero[85] Luis de Coscón,[85][86][87][88] I señor de Camarasa,[87][89][90] de Fontllonga,[90] de Cubélls,[90] de Mongay,[90] de San Lorenzo de Montgai,[90] de Mesana,[90] de Orenga[90] y de Puggris,[90] todos desde el 4 de diciembre de 1429,[86][90] I señor de Vinaceite[88] desde 1438[88] y de Cabañas de Ebro[88] desde esta fecha hasta 1440, ya que lo vendiera,[88] y también I señor de Montroig desde 1443. En el año 1401[85] María Enríquez de Lacarra había hecho de procuradora de su marido,[85] que era hijo de Angelina Cesanalls[91] (f. después de 1419)[91] y de su esposo Beltrán de Coscón[91][92] (Cataluña, ca. 1350 - f. antes de 1418), un rico mercader que se había instalado en Zaragoza hacia 1380,[88] convirtiéndose en el I señor de Mozota[91][92] desde 1403[88] y de Mezalocha,[91][92] y por pocos años, como I señor de Estercuel,[91][92] de Gargallo y de Cañizal. Luis tenía cuatro hermanos: Bernart,[88] Beltrán[88] (f. 1414), II señor de Mezalocha cuyo hijo sucesor Juan[88] sería el tercero,[88] María de Coscón[91] que se unió en matrimonio con el ya citado Juan de Moncayo y Gurrea[88][91] (f. 1436)[91] —o mejor dicho, Juan Ramírez de Asiáin "el de Moncayo"— y la menor,[88] Angelina de Coscón[93] casada con Ramón de Mur,[88][93] baile general del Reino de Aragón,[88][93] y quien fuera raptada en su castillo de Mozota[93] el 6 de enero de 1419[93] por su enamorado Juan de Pomar.[93] Fruto del enlace entre María Enríquez y Luis Coscón nació una hija:

- Angelina de Coscón y Lacarra, II señora de Camarasa, que se casó con Juan de Luna y Cerdán, III señor de Ricla, de Almunia, de Calatorao, de Alfamen y de Villafeliche, y concibieron al sucesor Juan de Luna y Coscón que se enlazó con Inés de Mendoza, y cuya nieta Francisca Luisa de Luna y Mendoza de la Cerda, heredera de los señoríos de Ricla, Villafeliche y Camarasa, se casaría con Diego de los Cobos, adelantado de Cazorla, a quien el 18 de febrero de 1543 el emperador Carlos V, como regalo de boda, le hizo merced del título de I marqués de Camarasa.

## Ancestros
| \| \| \| \| \| \| \| \| \| \| \| \| \| \| \| \| \| \| \| \| 16. Teobaldo III de Champaña \| \| \| \| \| \| \| \| \| \| \| \| \| \| \| \| \| \| \| \| \| \| \| \| \| \| \| \| \| \| \| \| \| \| \| \| \| \| \| \| \| \| \| \| \| \| \| \| \| \| \| \| \| \| 8. Teobaldo I de Navarra \| \| \| \| \| \| \| \| \| \| \| \| \| \| \| \| \| \| \| \| \| \| \| \| \| \| \| \| \| \| \| \| \| \| \| \| \| \| \| \| \| \| \| \| \| \| \| \| \| \| \| \| \| \| 17. Blanca de Navarra \| \| \| \| \| \| \| \| \| \| \| \| \| \| \| \| \| \| \| \| \| \| \| \| \| \| \| \| \| \| \| \| \| \| \| \| \| \| \| \| \| \| \| \| \| \| \| \| \| \| \| \| \| \| 4. Enrique I de Navarra \| \| \| \| \| \| \| \| \| \| \| \| \| \| \| \| \| \| \| \| \| \| \| \| \| \| \| \| \| \| \| \| \| \| \| \| \| \| \| \| \| \| \| \| \| \| \| \| \| \| \| \| \| \| 18. Archimbaldo VIII de Borbón \| \| \| \| \| \| \| \| \| \| \| \| \| \| \| \| \| \| \| \| \| \| \| \| \| \| \| \| \| \| \| \| \| \| \| \| \| \| \| \| \| \| \| \| \| \| \| \| \| \| \| \| \| \| 9. Margarita de Borbón \| \| \| \| \| \| \| \| \| \| \| \| \| \| \| \| \| \| \| \| \| \| \| \| \| \| \| \| \| \| \| \| \| \| \| \| \| \| \| \| \| \| \| \| \| \| \| \| \| \| \| \| \| \| 19. Guigone de Forez \| \| \| \| \| \| \| \| \| \| \| \| \| \| \| \| \| \| \| \| \| \| \| \| \| \| \| \| \| \| \| \| \| \| \| \| \| \| \| \| \| \| \| \| \| \| \| \| \| \| \| \| \| \| 2. Juan Enríquez de Lacarra \| \| \| \| \| \| \| \| \| \| \| \| \| \| \| \| \| \| \| \| \| \| \| \| \| \| \| \| \| \| \| \| \| \| \| \| \| \| \| \| \| \| \| \| \| \| \| \| \| \| \| \| \| \| 10. N. de Lacarra \| \| \| \| \| \| \| \| \| \| \| \| \| \| \| \| \| \| \| \| \| \| \| \| \| \| \| \| \| \| \| \| \| \| \| \| \| \| \| \| \| \| \| \| \| \| \| \| \| \| \| \| \| \| 5. Dama de Lacarra \| \| \| \| \| \| \| \| \| \| \| \| \| \| \| \| \| \| \| \| \| \| \| \| \| \| \| \| \| \| \| \| \| \| \| \| \| \| \| \| \| \| \| \| \| \| \| \| \| \| \| \| \| \| 11. NN. \| \| \| \| \| \| \| \| \| \| \| \| \| \| \| \| \| \| \| \| \| \| \| \| \| \| \| \| \| \| \| \| \| \| \| \| \| \| \| \| \| \| \| \| \| \| \| \| \| \| \| \| \| \| 1. Martín Enríquez de Lacarra \| \| \| \| \| \| \| \| \| \| \| \| \| \| \| \| \| \| \| \| \| \| \| \| \| \| \| \| \| \| \| \| \| \| \| \| \| \| \| \| \| \| \| \| \| \| \| \| \| \| \| \| \| \| 12. N. de Lacarra \| \| \| \| \| \| \| \| \| \| \| \| \| \| \| \| \| \| \| \| \| \| \| \| \| \| \| \| \| \| \| \| \| \| \| \| \| \| \| \| \| \| \| \| \| \| \| \| \| \| \| \| \| \| 6. Sancho de Lacarra \| \| \| \| \| \| \| \| \| \| \| \| \| \| \| \| \| \| \| \| \| \| \| \| \| \| \| \| \| \| \| \| \| \| \| \| \| \| \| \| \| \| \| \| \| \| \| \| \| \| \| \| \| \| 13. NN. \| \| \| \| \| \| \| \| \| \| \| \| \| \| \| \| \| \| \| \| \| \| \| \| \| \| \| \| \| \| \| \| \| \| \| \| \| \| \| \| \| \| \| \| \| \| \| \| \| \| \| \| \| \| 3. N. Sánchez de Lacarra \| \| \| \| \| \| \| \| \| \| \| \| \| \| \| \| \| \| \| \| \| \| \| \| \| \| \| \| \| \| \| \| \| \| \| \| \| \| \| \| \| \| \| \| \| \| \| \| \| \| \| \| \| \| 7. NN. \| \| \| \| \| \| \| \| \| \| \| \| \| \| \| \| \| \| \| \| \| \| \| \| \| \| \| \| \| \| \| \| \| \| \| \| \| \| \| \| \| \| \| \| \| \| \| \| \| \| \| \| |                                |  |  |  |  |  |  |  |  |  |  |  |  |  |  |  |
| |                                |  |  |  |  |  |  |  |  |  |  |  |  |  |  |  |
| | 16. Teobaldo III de Champaña   |  |  |  |  |  |  |  |  |  |  |  |  |  |  |  |
| |                                |  |  |  |  |  |  |  |  |  |  |  |  |  |  |  |
| |                                |  |  |  |  |  |  |  |  |  |  |  |  |  |  |  |
| | 8. Teobaldo I de Navarra       |  |  |  |  |  |  |  |  |  |  |  |  |  |  |  |
| |                                |  |  |  |  |  |  |  |  |  |  |  |  |  |  |  |
| |                                |  |  |  |  |  |  |  |  |  |  |  |  |  |  |  |
| | 17. Blanca de Navarra          |  |  |  |  |  |  |  |  |  |  |  |  |  |  |  |
| |                                |  |  |  |  |  |  |  |  |  |  |  |  |  |  |  |
| |                                |  |  |  |  |  |  |  |  |  |  |  |  |  |  |  |
| | 4. Enrique I de Navarra        |  |  |  |  |  |  |  |  |  |  |  |  |  |  |  |
| |                                |  |  |  |  |  |  |  |  |  |  |  |  |  |  |  |
| |                                |  |  |  |  |  |  |  |  |  |  |  |  |  |  |  |
| | 18. Archimbaldo VIII de Borbón |  |  |  |  |  |  |  |  |  |  |  |  |  |  |  |
| |                                |  |  |  |  |  |  |  |  |  |  |  |  |  |  |  |
| |                                |  |  |  |  |  |  |  |  |  |  |  |  |  |  |  |
| | 9. Margarita de Borbón         |  |  |  |  |  |  |  |  |  |  |  |  |  |  |  |
| |                                |  |  |  |  |  |  |  |  |  |  |  |  |  |  |  |
| |                                |  |  |  |  |  |  |  |  |  |  |  |  |  |  |  |
| | 19. Guigone de Forez           |  |  |  |  |  |  |  |  |  |  |  |  |  |  |  |
| |                                |  |  |  |  |  |  |  |  |  |  |  |  |  |  |  |
| |                                |  |  |  |  |  |  |  |  |  |  |  |  |  |  |  |
| | 2. Juan Enríquez de Lacarra    |  |  |  |  |  |  |  |  |  |  |  |  |  |  |  |
| |                                |  |  |  |  |  |  |  |  |  |  |  |  |  |  |  |
| |                                |  |  |  |  |  |  |  |  |  |  |  |  |  |  |  |
| | 10. N. de Lacarra              |  |  |  |  |  |  |  |  |  |  |  |  |  |  |  |
| |                                |  |  |  |  |  |  |  |  |  |  |  |  |  |  |  |
| |                                |  |  |  |  |  |  |  |  |  |  |  |  |  |  |  |
| | 5. Dama de Lacarra             |  |  |  |  |  |  |  |  |  |  |  |  |  |  |  |
| |                                |  |  |  |  |  |  |  |  |  |  |  |  |  |  |  |
| |                                |  |  |  |  |  |  |  |  |  |  |  |  |  |  |  |
| | 11. NN.                        |  |  |  |  |  |  |  |  |  |  |  |  |  |  |  |
| |                                |  |  |  |  |  |  |  |  |  |  |  |  |  |  |  |
| |                                |  |  |  |  |  |  |  |  |  |  |  |  |  |  |  |
| | 1. Martín Enríquez de Lacarra  |  |  |  |  |  |  |  |  |  |  |  |  |  |  |  |
| |                                |  |  |  |  |  |  |  |  |  |  |  |  |  |  |  |
| |                                |  |  |  |  |  |  |  |  |  |  |  |  |  |  |  |
| | 12. N. de Lacarra              |  |  |  |  |  |  |  |  |  |  |  |  |  |  |  |
| |                                |  |  |  |  |  |  |  |  |  |  |  |  |  |  |  |
| |                                |  |  |  |  |  |  |  |  |  |  |  |  |  |  |  |
| | 6. Sancho de Lacarra           |  |  |  |  |  |  |  |  |  |  |  |  |  |  |  |
| |                                |  |  |  |  |  |  |  |  |  |  |  |  |  |  |  |
| |                                |  |  |  |  |  |  |  |  |  |  |  |  |  |  |  |
| | 13. NN.                        |  |  |  |  |  |  |  |  |  |  |  |  |  |  |  |
| |                                |  |  |  |  |  |  |  |  |  |  |  |  |  |  |  |
| |                                |  |  |  |  |  |  |  |  |  |  |  |  |  |  |  |
| | 3. N. Sánchez de Lacarra       |  |  |  |  |  |  |  |  |  |  |  |  |  |  |  |
| |                                |  |  |  |  |  |  |  |  |  |  |  |  |  |  |  |
| |                                |  |  |  |  |  |  |  |  |  |  |  |  |  |  |  |
| | 7. NN.                         |  |  |  |  |  |  |  |  |  |  |  |  |  |  |  |
| |                                |  |  |  |  |  |  |  |  |  |  |  |  |  |  |  |
| |                                |  |  |  |  |  |  |  |  |  |  |  |  |  |  |  |